# Pfeil und Bogen

Pfeile im Wappen von Strzelno

Pfeil und Bogen sind in der Heraldik gemeine Figuren.
Die Waffe Bogen und der Pfeil sind den realen Gegenständen stilisiert nachempfunden.
Die Waffe wird immer gespannt und mit eingelegtem Pfeil dargestellt. Selten wird der Bogen ohne Pfeil gezeigt, dafür der Pfeil ohne Bogen häufiger.
Auch eine Darstellung als Blitz ist möglich.
Im Wappen bedeuten Pfeil bzw. Pfeile und/oder Bogen:
- Wachsamkeit
- Bereitschaft zum Kampf
- Wehrhaftigkeit (Bündel von Pfeilen)
- Zielstrebigkeit
- Eine oder mehrere Begebenheiten in der Geschichte des Wappenträgers/-stifters

In der Farbe ist alles möglich, dennoch herrschen die Metalle, Rot und Schwarz beim Bogen vor und Stahlfarbe beim Pfeil. Der Pfeil wird einzeln und auch in größerer Stückzahl gewählt. Ein Pfeilbündel steckt in einem Köcher oder wird im Oberwappen fächerförmig gezeigt. Der Pfeil kann auch zusätzlich beflügelt sein. Hier liegt der Pfeil zwischen zwei Adlerflügeln. Sind am Pfeilende Federn angebracht, ist er beflitscht, hat er Federn in anderer Farbe, ist er befiedert.
Im Wappen der Niederlande hält der Löwe ein Bündel mit sieben Pfeilen in der Pranke. Aber auch andere Wappenfiguren sind einen Pfeil haltend anzutreffen. Die Richtung der Pfeilspitze ist wichtig und wird bei der Wappenbeschreibung erwähnt. Wappentiere können mit einem Pfeil durchbohrt dargestellt werden.
Mit dem Begriff Pfeil sind verschiedene Heroldsbilder verbunden, so das Pfeilkreuz und das Pfeileisen. Letzterer hat einen Widerhaken an der Spitze. Wird ein Kreuz nur aus den Pfeilen gebildet, so spricht der Heraldiker von einem Pfeilbogenkreuz.
Stark stilisiert sind Pfeil und Bogen als Herb. Sie haben ihre Verbreitung unter anderem in polnischen Wappen erhalten.

## Beispiele

Pfeil und Bogen (Symbolbild)
Pfeil und Bogen als Herb (Bílovec)
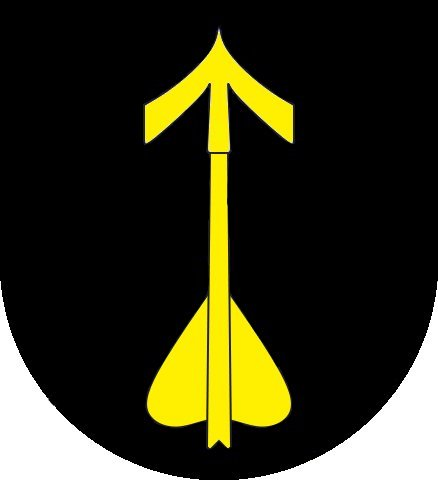
Wappen der Familie Capol
Wappen von Aretsried mit zwei nach innen gekehrten Bögen
Wappen von Baesweiler
redend in Bogen in Niederbayern
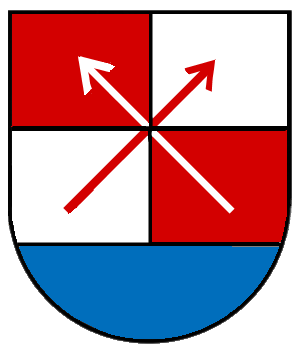
In den Wappen von Degenfeld und
Drevenack ist der Pfeil das Attribut des Ortspatrons Sebastian
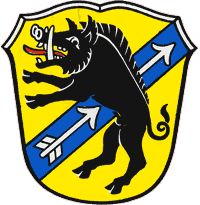
Wappen von Eberfing
Wappen von Eltville-Martinsthal
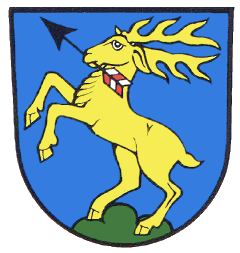
Wappen von Herbertingen
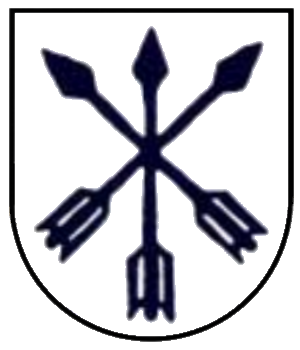
Wappen von Hechingen-Stetten
Wappen von Neuendorf (Unterfranken)
Wappen von Meßkirch
Wappen von Morsleben
Wappen von Pfaffenhofen an der Glonn
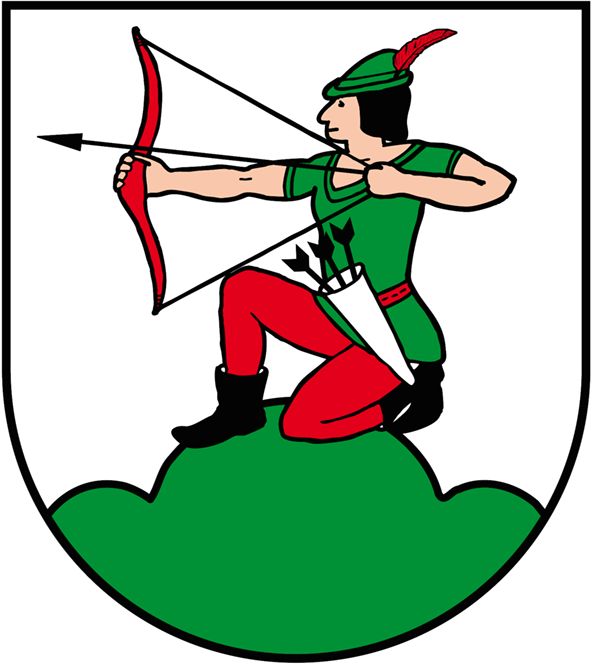
Redendes Wappen von Schützberg
Wappen von Stockelsdorf
Pfeilspitze/Pfeileisen im Wappen Stralsunds
Wappen von Sulzfeld am Main
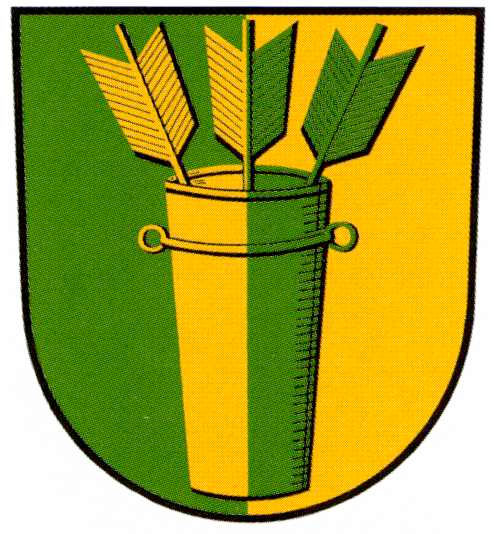
Drei Pfeile im Köcher in verwechselten Farben: Wappen von Tülau
Wappen von Wintersingen
Wappen von Brest
Wappen von Pinsk, beide Belarus
Montebello (Kanada)
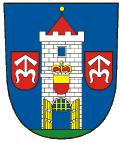
Wappen mit Herb von Mährisch Kromau
Wappen von Furna GR (Schweiz)
Wappen von Ähtäri
Altes Wappen von Jämsä
Wappen von Kuopio
In der Region Nordsavo (Finnland)
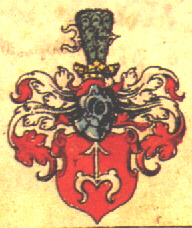
Das Wappen der Sedlnitzky
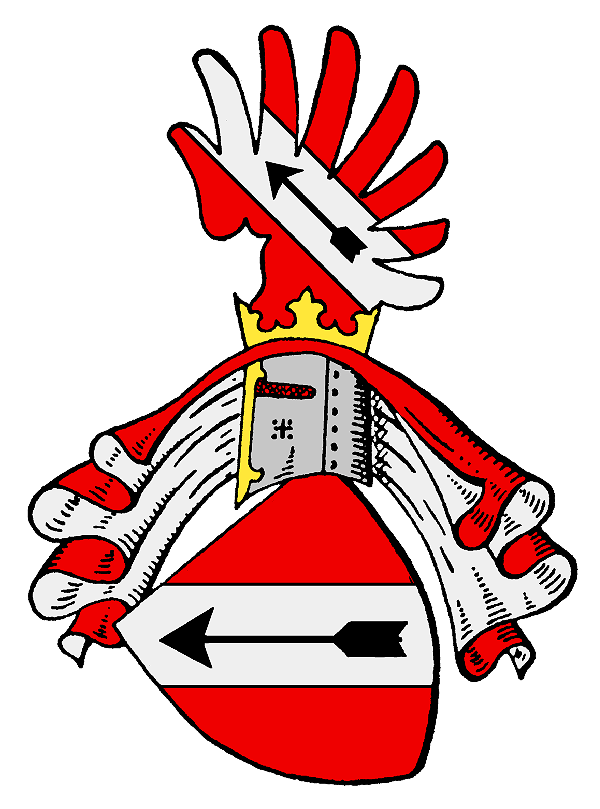
Das Wappen der Schrenck-Notzing
Wappen mit Geflügeltem Pfeil (Haapajärvi)
Siegelwappen von Mali
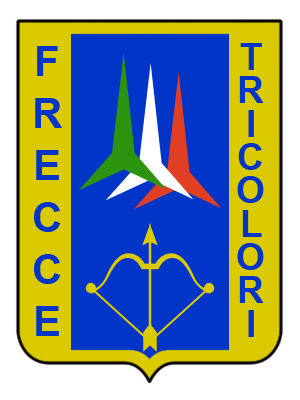
Wappen der Kunstflieger von Frecce Tricolori
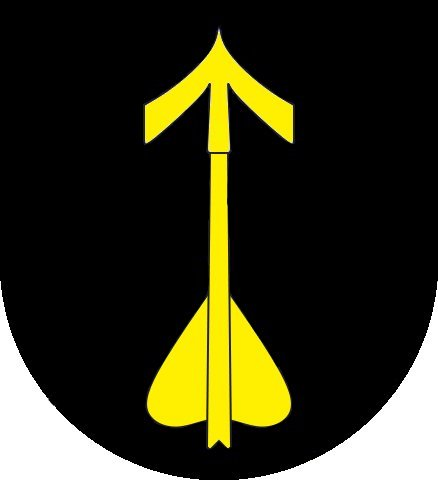
Wappen der Familie Capol
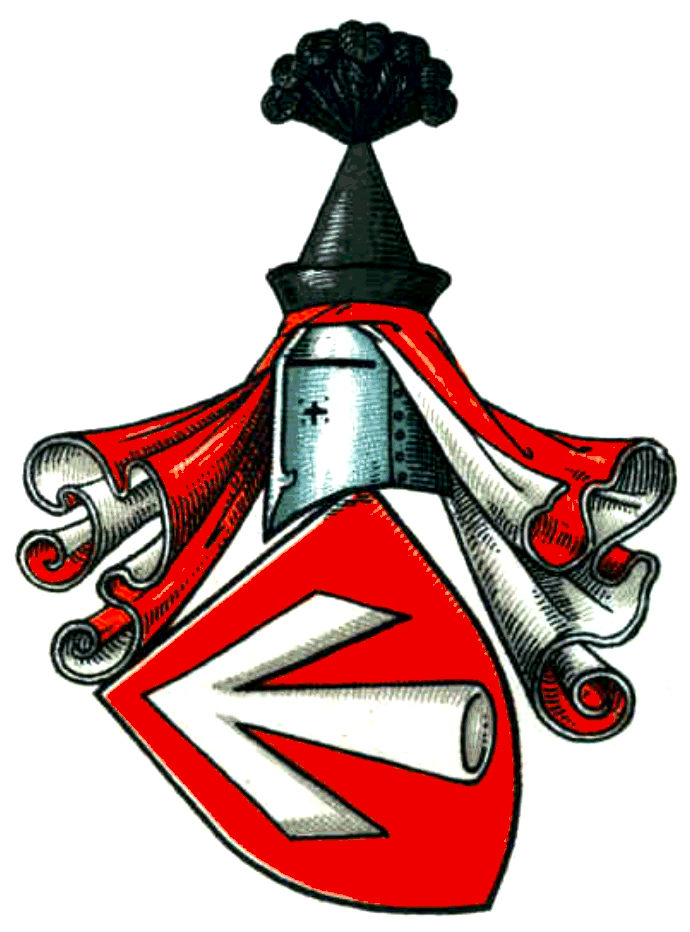
Pfeileisen im Wappen derer von Waldow
Siegel der USA, Vorderseite

## Logos

Logo der Firma Škoda Auto
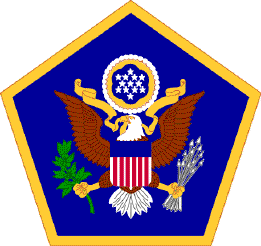
Ärmelabzeichen des Hauptquartiers der Army
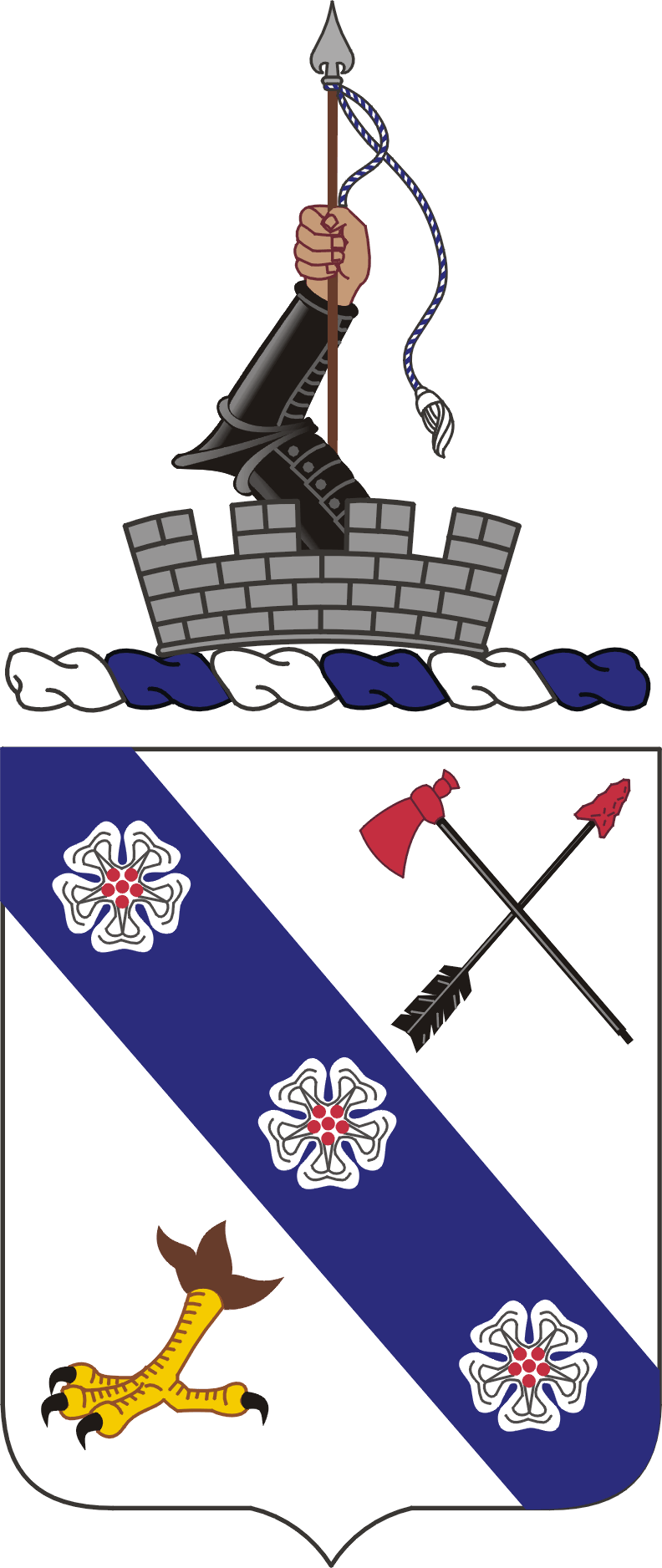
Im Wappen eines Infanterieregiments